# Gemeinde Elektrėnai

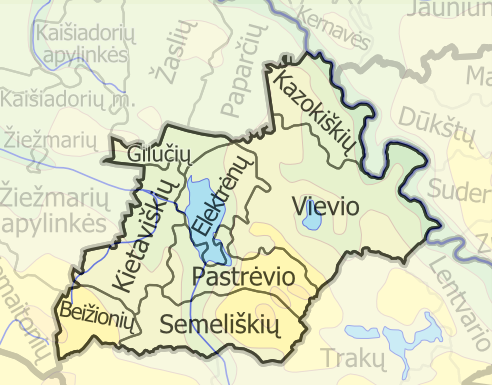
Amtsbezirke der Gemeinde Pagėgiai

Die Gemeinde Elektrėnai (Elektrėnų savivaldybė) ist eine der sogenannten Neuen Selbstverwaltungsgemeinden (Nauja Savivaldybė) in Litauen ohne Zusatzbezeichnung. Die Gemeinde umfasst die Städte Elektrėnai und Vievis (5303 Einw.), das Städtchen (miestelis) Semeliškės, sowie 275 Dörfer.
In der Gesamtgemeinde leben 27.622 Menschen (2010).

## Amtsbezirke
Die Gemeinde Elektrėnai ist eingeteilt in acht Amtsbezirke (seniūnijos):
- Beižionys
- Elektrėnai
- Gilučiai
- Kazokiškės
- Kietaviškių
- Pastrėvys
- Semeliškės
- Vievis